# Òrbita terrestre alta
|  | Aquest article tracta sobre una variació de l'òrbita geocèntrica. Vegeu-ne altres significats a «òrbita el·líptica». |

Diagrama a escala de les òrbites terrestres baixes, mitjanes i altes

Una òrbita terrestre alta és una òrbita geocèntrica amb una altitud totalment superior a la d'una òrbita geosíncrona (35.786 km). Els períodes orbitals d'aquestes òrbites són superiors a 24 hores, per tant, els satèl·lits d'aquestes òrbites tenen un moviment retrògrad aparent, és a dir, encara que estiguin en una òrbita prograda (0° ≤ inclinació < 90°), la seva velocitat orbital és menor que la velocitat de rotació de la Terra, fent que la seva trajectòria terrestre es mogui cap a l'oest a la superfície de la Terra.

## Exemples de satèl·lits en òrbita terrestre alta
| Nom     | NSSDC id. | Data de llançament | Perigeu    | Apogeu     | Període    | Inclinació |
| ------- | --------- | ------------------ | ---------- | ---------- | ---------- | ---------- |
| Vela 1A | 1963-039A | 1963-10-17         | 101,925 km | 116,528 km | 6,519 min  | 37.8°      |
| IBEX    | 2008-051A | 2008-10-19         | 61,941 km  | 290,906 km | 12,963 min | 16.9°      |
| TESS    | 2018-038A | 2018-04-18         | 108,000 km | 375,000 km | 19,728 min | 37.00°     |